# Ellen Hickmann

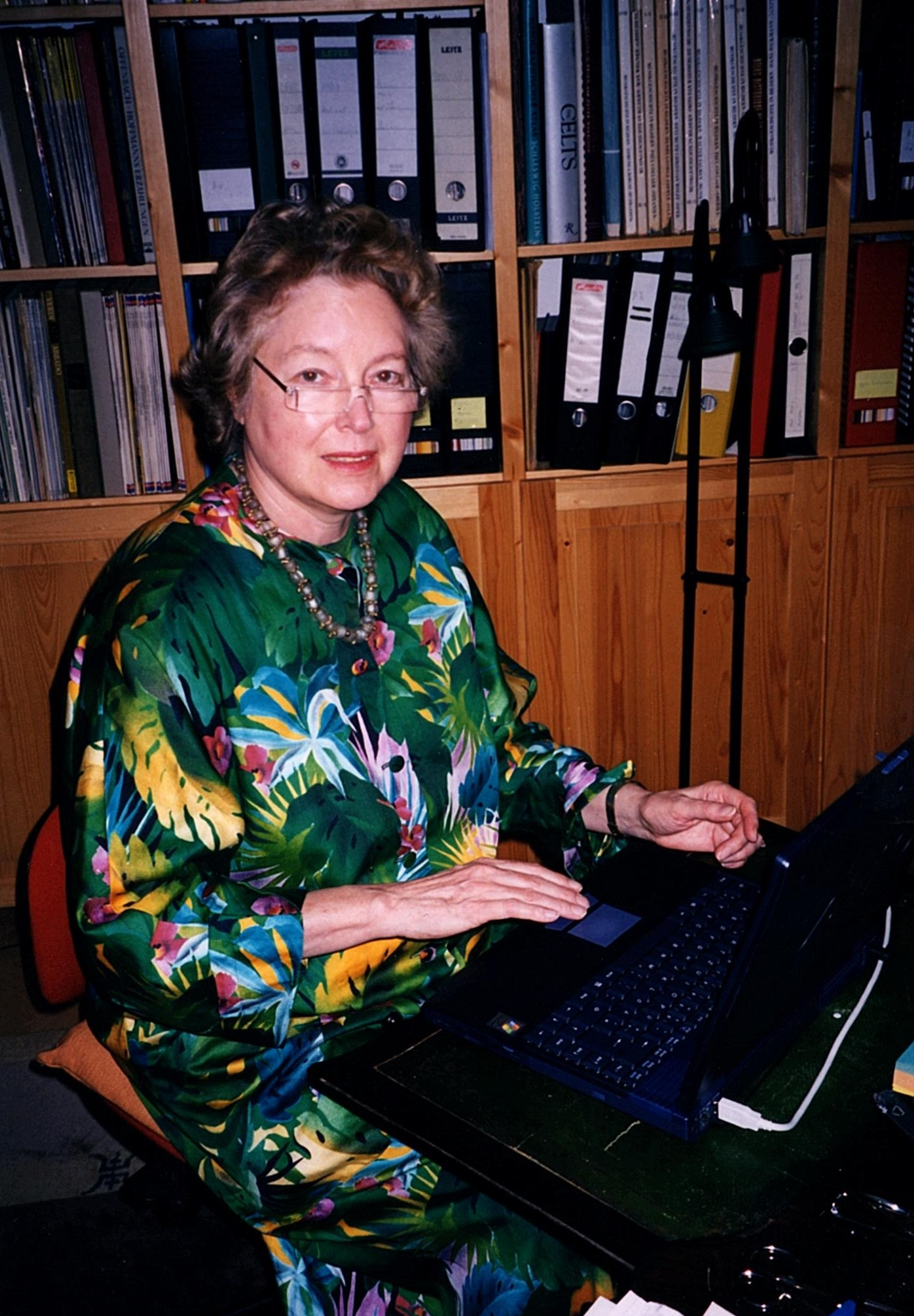
Ellen Hickmann in ihrem Arbeitszimmer, Hannover (2003)

Ellen Hickmann, geborene Hiss  (* 28. Juli 1934 in Flensburg; † 18. Februar 2017 in Kühlungsborn) war eine deutsche Musikwissenschaftlerin, Schallplattenproduzentin und Hochschulprofessorin.

## Leben und Wirken

### Familie
Ellen Hickmann war die Tochter des Amtsrichters Karl Hiss und Berta Hiss. Hickmann war in erster Ehe mit dem Musikwissenschaftler Hans Hickmann verheiratet. Aus dieser Ehe stammten zwei Kinder. In dritter Ehe heiratete sie 2010 Erhard Brepohl.

### Leben und Wirken
Im Jahr 1938 zog die Familie nach Kappeln an der Schlei, wo Ellen Hiss ihre weitere Kindheit verbrachte. Ihr Abitur absolvierte sie 1955 an der Klaus-Harms-Schule. Anschließend begann sie ein Studium der Schulmusik an der Staatlichen Hochschule für Musik Hamburg und belegte als Nebenfächer Germanistik und Literaturwissenschaft an der Universität Hamburg.
Während eines Auslandssemesters 1956/57 an der Universität für Musik und Darstellende Kunst Wien wurden die Grundpfeiler für ihren interdisziplinären wissenschaftlichen Werdegang mit einem Schwerpunkt in Instrumentenkunde gelegt. Im Rahmen eines Orgelstudiums entwickelte sie ihr Interesse für Ältere Musik sowie für Instrumenten- und Notationskunde weiter und besuchte Vorlesungen in Vergleichender Musikwissenschaft.
Im Sommer 1957 setzte sie ihr Schulmusikstudium in Hamburg fort und begann parallel ein Studium der Musikwissenschaft. Zu ihren Professoren gehörte u. a. der auf altägyptische Musik spezialisierte Musikwissenschaftler Hans Hickmann. Für ihr Vorhaben der Promotion in Musikethnologie belegte sie zusätzlich die Fächer Völkerkunde und Vor- und Frühgeschichte.
1958 heiratete sie Hans Hickmann und katalogisierte gemeinsam mit ihm die damals größte private Musikinstrumentensammlung von Hermann Moeck in Celle.
1963 absolvierte sie in Hamburg das erste Staatsexamen für das Lehramt im Fach Musik an Gymnasien. Neben der Arbeit an ihrer Dissertation sammelte sie einschlägige Erfahrungen in der Konzeption und Durchführung von Musikinstrumentenausstellungen. Nach dem unerwarteten Tod ihres Mannes im Jahr 1968 wirkte sie maßgeblich an der Ergänzung, Korrektur und Fertigstellung seiner letzten Manuskripte mit – u. a. Beiträge für das Handbuch der Orientalistik. 1969 wurde sie bei Georg von Dadelsen mit der Dissertation Musica instrumentalis. Studien zur Klassifikation des Musikinstrumentariums im Mittelalter promoviert.
Neben ihrer wissenschaftlichen Tätigkeit als freiberufliche Mitarbeiterin am Lexikon der Ägyptologie war Hickmann als Redakteurin im Lektorat der Archiv Produktion der Deutschen Grammophon Gesellschaft tätig, wo sie eine Vielzahl an Schallplattentexten verfasste, u. a. für die Reihe Musique Royale unter dem Namen „E. H. Hiss“. Anschließend wurde sie künstlerische Aufnahmeleiterin der Produktionsabteilung „Klassik“. Von 1970 bis 1973 führte sie als Produzentin zahlreiche Aufnahmen mit namhaften nationalen und internationalen Orchestern, kammermusikalischen Ensembles, Solisten und Dirigenten durch – darunter die Nachaufnahmen von Richard Wagners Der Ring des Nibelungen in Bayreuth unter dem Dirigat von Karl Böhm sowie 1972 die Aufnahme von Carl Maria von Webers Oper Der Freischütz in Zusammenarbeit mit dem Dirigenten Carlos Kleiber und der Staatskapelle Dresden.
Nach dem zweiten Staatsexamen an der Musikhochschule Hamburg unterrichtete Hickmann ab 1975 Musik und Englisch am Gymnasium Eppendorf. Parallel dazu konzipierte sie Schulfunk-Sendungen über Afrikanische Musik für den Norddeutschen Rundfunk und setzte ihre akademische Laufbahn als Lehrbeauftragte für Musikethnologie an der Universität Hamburg fort. Zudem engagierte sie sich als freiberufliche Museumspädagogin am Museum für Völkerkunde in Hamburg (heute: Museum am Rothenbaum), wo sie Ausstellungen für die Musikinstrumentensammlungen des Museums gestaltete.
Im Sommer 1976 folgte sie dem Ruf auf eine C4-Professur für Musikwissenschaft mit Schwerpunkt Musikethnologie an der Hochschule für Musik und Theater Hannover. Hier war sie bis zu ihrer Pensionierung 1999 tätig. Über ihre Lehrtätigkeit hinaus hielt sie Vorträge und setzte sich für die Wissensvermittlung an fachfremdes Publikum ein.

## Forschungsschwerpunkte
Neben ihrer langjährigen Lehrtätigkeit an der HMT Hannover widmete sich Hickmann in den 1980er Jahren verstärkt der Erforschung präkolumbischer Musikkulturen des Andenraumes. Dabei bildeten Musikinstrumente aus archäologischen Kontexten, ihre kulturellen Merkmale, sowie ihr musikalisches Potenzial das Zentrum ihrer Forschungen, für die sie eng mit Museen zusammenarbeitete. 1979 und 1980 führte sie die ersten Forschungsaufenthalte ihres Langzeitprojekts „Musik und Musikinstrumente präkolumbischer Kulturen des Andenraumes (Südamerika)“ in La Paz durch. Zwischen 1985 und 1989 folgten jährlich Aufenthalte in Ecuador, wo sie die Inventarisierung weitestgehend unentdeckter präkolumbischer Klangwerkzeuge in zahlreichen Museen des Landes vornahm.
1981 rief sie gemeinsam mit Cajsa S. Lund die Study Group on Music Archaeology unter der Dachorganisation des International Council for Traditional Music (ICTM) ins Leben und übernahm den Vorsitz. 1998 leitete sie gemeinsam mit Ricardo Eichmann die Umbenennung der musikarchäologischen Forschungsgruppe in International Study Group on Music Archaeology (ISGMA) ein sowie die Neuangliederung der Gruppe an das Deutsche Archäologische Institut in Berlin.
Gemeinsam mit Eichmann organisierte sie die interdisziplinäre Tagungsreihe „Studien zur Musikarchäologie“, die im zweijährigen Turnus im Kloster Michaelstein in Blankenburg (Harz) stattfand und deren Ergebnisse sie in Form umfangreicher Tagungsbände herausgaben.

## Sonstige Tätigkeiten und Mitgliedschaften
Parallel zu ihrer Forschungstätigkeit engagierte sich Hickmann für die nationale und internationale Forschungsgemeinschaft. 1976 wurde sie zur Vorsitzenden des Westdeutschen Nationalkomitees im International Folk Music Council (ab 1983 International Council for Traditional Music ICTM) gewählt. Ein Jahr später war sie mitverantwortlich für die Organisation des Round Table „Music and Archaeology“ beim 12. Kongress der International Musicological Society in Berkeley.
Zudem übernahm sie die Leitung der Studiengruppe „Musikinstrumentenkunde“ innerhalb der Gesellschaft für Musikforschung (GfM) sowie eine Position im Vorstand der Vereinigung Deutscher Wissenschaftler (VDW). Als Fachbeirätin wirkte sie ab 1995 an der Neuerscheinung der Enzyklopädie Die Musik in Geschichte und Gegenwart mit.
Die Resultate ihrer musikarchäologischen Forschung veröffentlichte Hickmann in zahlreichen internationalen Zeitschriften und Sammelbänden. 1983 wurde sie Mitherausgeberin der neu gegründeten, im halbjährlichen Turnus erscheinenden Zeitschrift archaeologia musicalis.

## Nachlass
Hickmanns wissenschaftlicher Nachlass sowie Instrumentensammlung wird in verschiedenen Instituten archiviert: im Ibero-Amerikanischen Institut Preußischer Kulturbesitz in Berlin, in der Universität der Künste Berlin, der Hochschule für Musik, Theater und Medien Hannover, der Georg-August-Universität Göttingen, dem Musikinstrumenten-Museum Markneukirchen, dem Musik-Medienhaus Celle und der Wossidlo-Forschungsstelle für Ethnologie an der Universität Rostock.

## Schriften (Auswahl)
- Musica instrumentalis. Studien zur Klassifikation des Musikinstrumentariums im Mittelalter (= Collection d’études musicologiques Band 55). Koerner, Baden-Baden 1971, ISBN 3-87320-555-6 (zugleich Dissertation, Hamburg 1971).
- Musik aus dem Altertum der Neuen Welt. Archäologische Dokumente des Musizierens in präkolumbischen Kulturen Perus, Ekuadors und Kolumbiens. Peter Lang, Frankfurt am Main/Bern/New York/Paris 1990, ISBN 3-631-43423-5.
- Klänge Altamerikas. Musikinstrumente in Kunst und Kult (= Publikationen der Reiss-Engelhorn-Museen Band 25). Wissenschaftliche Buchgesellschaft, Darmstadt 2008, ISBN 978-3-534-21323-8.
- From music archaeology to historiography. Andean music archaeology and musical instruments, singing and dancing in Guaman Poma's Nuéva crónica y bien gobierno  (= Analecta Gorgiana Band 1053). Gorgias Press, Piscataway 2011, ISBN 1-4632-0101-X.
- Ricardo Eichmann, Ellen Hickmann (Hrsg.): Studien zur Musikarchäologie I‒VII. Verlag Marie Leidorf,  Rahden/Westfalen 2000‒2010